# Bosset
 Bosset  (en occitano Bòsc Sec) es una población y comuna francesa, situada en la región de Aquitania, departamento de Dordoña, en el distrito de Bergerac y cantón de La Force.

## Demografía
| 216 | 204 | 199 | 182 | 209 | 206 |
| Para los censos de 1962 a 1999 la población legal corresponde a la población sin duplicidades (Fuente: INSEE [Consultar]) |     |     |     |     |     |